# Дядя Го
«Дядя Го» — советская и российская музыкальная группа, основанная в 1987 году. Название группы инспирировано написанной лидером группы Евгением Чикишевым одноимённой сказкой. Впоследствии «Дядя Го» стала культовой группой в Сибири прежде всего за свою мелодичность, лиричность и близость к народному творчеству.

## История
Музыкальный коллектив «Дядя Го» появился на свет в 1987 году в Барнауле, когда Евгений Чикишев («Праздник», «К. П. Д.») решил серьёзно заняться акустикой и авангардом. «Д. Г.» участвовала во многих фестивалях:
- 1988 год: Кемерово, рок-периферия (Барнаул).
- 1989 год: Новосибирск, Камень-на-Оби, рок-периферия (Барнаул).
- 1990 год: рок-акустика (Череповец), Омск, рок-азия (Барнаул).
- 1991 год: концерт памяти А. Башлачева (Череповец), Индюки (Москва).

Группа активно гастролировала до 1991 года, а концертный дебют коллектива состоялся на легендарном всесибирском фестивале «Рок-периферия-1988». В последующие годы активность группы значительно снизилась, но группа продолжает существование. Чикишев ежегодно стал совершать паломничества в Германию, играя там на улицах городов, участвовать в проектах авангард-состава «Театр состояний». (В 2012 году замечен в Москве, на переходе между станциями "Александровский сад" и "Библиотека им. Ленина", играющим смычком на музыкальной пиле — в виде Сергея Вяткина, соучастника группы). В 1996 году у «Дяди Го» вышел альбом «Картинник», а в 1998 — переиздание архивной записи политеховского концерта 1990 года.

## Состав
Состав много раз менялся. В разное время в группе участвовали:
- Евгений Чикишев («Праздник», «К.П.Д.») — автор песен, вокалист и гитарист
- Пётр Каменных — скрипка
- Степан Мезенцев — скрипка
- Алексей Раждаев — гитара (сейчас в «Тёплой Трассе»)
- Вячеслав Кобзарь — гитара
- Дмитрий Рогозин — бас (сейчас в московском «Рондо»)
- Валерий Калинин — бас
- Вадим Маркер — бас (умер в 1994 году)
- Андрей Скляров — бас[2]
- Илья Усатюк — флейта
- Марат Рябенко — пианино (умер в 1998 году)
- Владислав Мальков — пианино
- Александр Подорожный — ударные
- Андрей Волков — ударные
- Алексей Хохлов — гитара
- Константин Жигулин — гитара, флейты, перкуссия, аккордеон (сейчас «Жигулин и Ко», «Псалом»)
- Сергей Вяткин — контрабас, поющая пила

## Дискография
- 1989 — Дядя Го
- 1989 — Элва
- 1990 — Концерт в Политехе. Загробные песни друга Никиты
- 1990 — О+А (Рок-Азия)
- 1992 — Концерт в клубе Мельница
- 1993 — Рок-Сессия в АГУ
- 1996 — Картинник
- 2000 — Концерт в клубе Зебра
- 2001 — Репетиция в Филармонии
- 2002 — Концерт в Колывани
- 2002 — Юбилейный Концерт
- 2003 — Презентация альбома Шакти
- 2004 — Шакти
- 2004 — Коси Коса
- 2009 — Концерт в арт-кафе Мёд 05-04-2009